# ضفدع الشجر أحمر العينين
ضفدعة حمراء العينين أو ضفدع الشجر أحمر العينين (الاسم العلمي: Agalychnis callidryas)، ضفدع صغير ينتمي إلى فصيلة الشرغوفيات يعيش على الشجر ويستطيع القبض بيديه حيث يمكن لإصبع الإبهام التقابل مع الأصابع الأخرى. يتميز بعينيه الحمراء، البارزتان على الرأس مما يمكنه من الرؤية المجسمة. يصنف بأن منه 14 نوع. يصل طول الذكر منها خمسة سنتيمتر ونصف، بينما يصل طول الأنثى إلى نحو 7 سنتيمتر.

## صفاته
كما هو الحال لدى الضفادع القابضة فيبدو الضفدع أحمر العينين نحيل الجسم وذو أرجل طويلة . يصل طوله من الرأس حتى نهاية البدن نحو 59 مليمتر للذكور ونحو 77 مليمتر للإناث. وبينما يتميز الضفدع بلون أحمر لعينيه، فهي تكون صفراء اللون في الصغر. لون الظهر يكون عادة اخضر فاتح، ويميل أثناء الليل إلى اللون الأخضر العامق. وأما الأرجل فلونها أزرق أو بني أو بنفسجي بحسب منطقة معيشتها ونوعها . ويتحلى الجانبان بأحزمة ملونة بالأصفر . الكفان والقدمان برتقالي اللون ناصعان وينتهي طل منهم بأصابع عريضة لاصقة، وتوجد أغشية جلدية بين الأصابع تمتد إلى نحو منتصف الأصبع، مثلما لدى البط والأوز. البطن يكون لونها مبيضا. ويغطي جلد الضفدع أحمر العينين مادة تعتبر سامة (ببتيد) وهي بغرض وقاية الحيوان من أمراض جلدية.

## مناطق وجوده

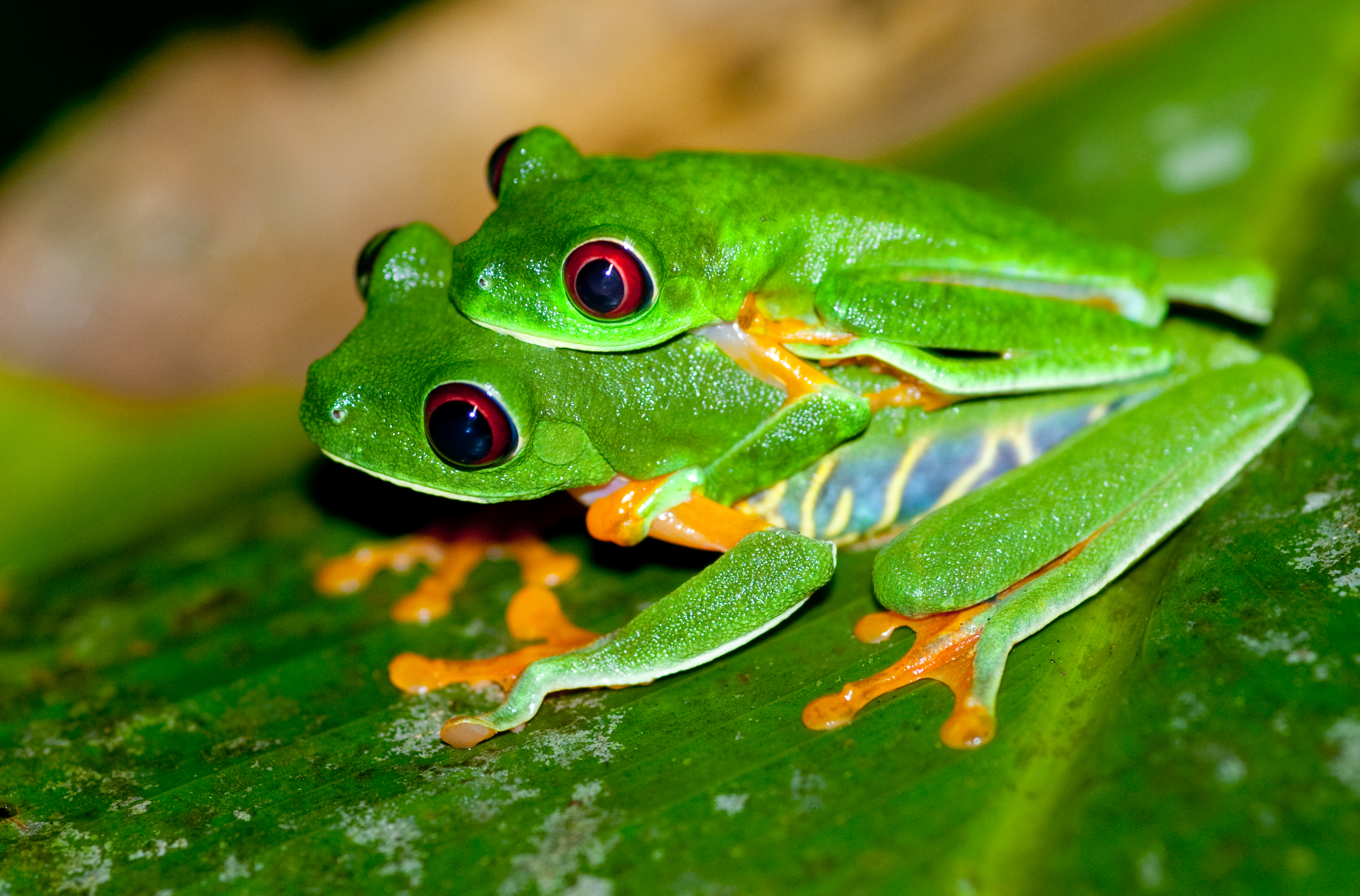
تزاوج ضفدع الشجر أحمر العينين; الأنثى تكون عادة أكبر من الذكر.

ينتشر وجود ضفدع الشجر أحمر العينين في أمريكا الوسطى في مناطق تصل بين جنوب شرق المكسيك (يوكاتان) إلى الشمال وحتى حدود كولومبيا مع باناما في الجنوب . كما تعيش في نيجاراجوا وساحل الكاريبي من أمريكا الوسطى. وهي مناطق غابات ممطرة منخفضة، وتعيش أيضا في غابات على جبال منخفضة الارتفاع حتى 1250 متر . وكلها مناطق غنية بالأشجار والمستنقعات وأماكن رطبة دافئة.

## وصلات خارجية
- حقائق حول ضفدع الشجر أحمر العينين (بالإنجليزية)